# Evangelische Kirche Mondsee

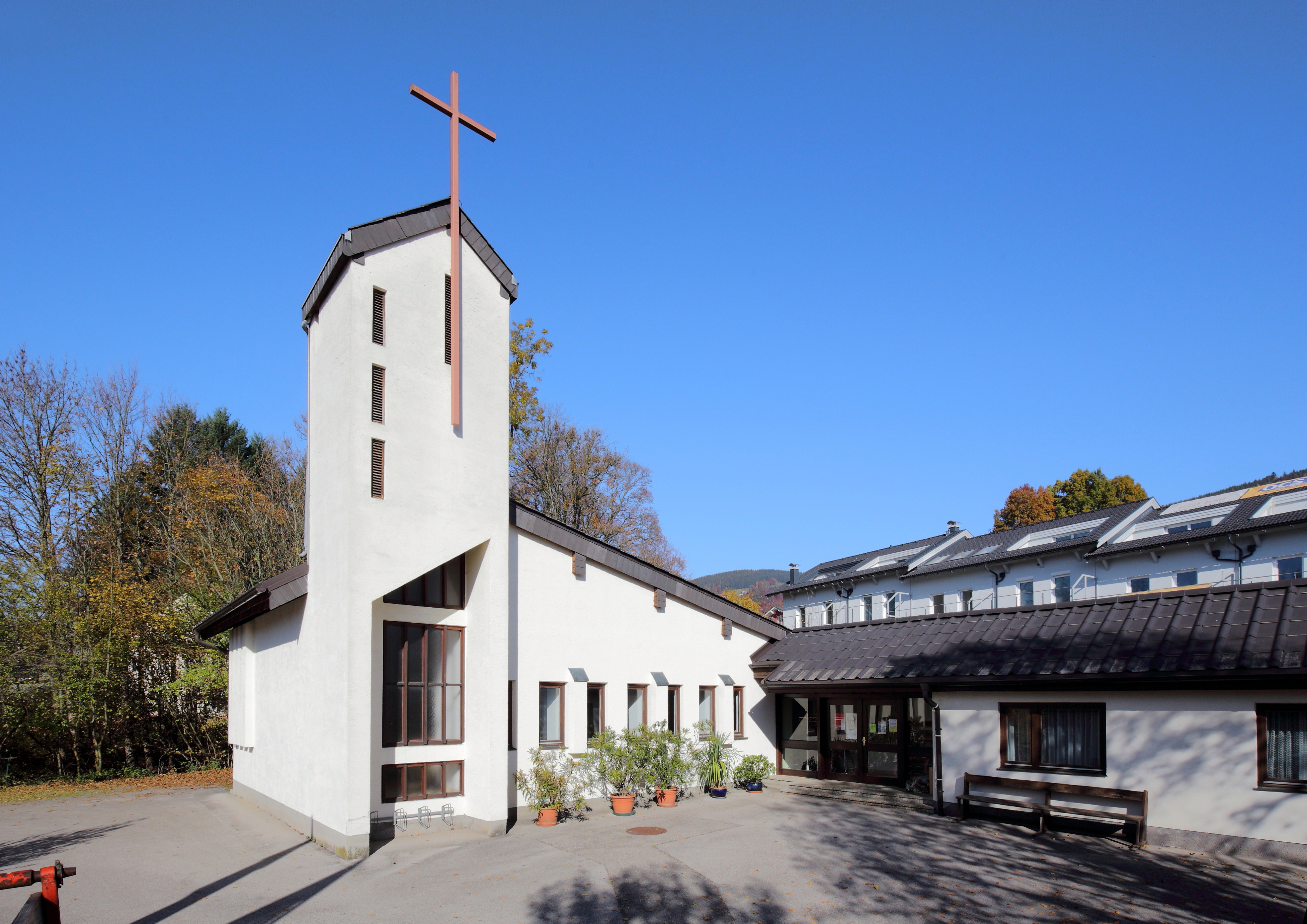
Evangelische Kirche Mondsee

Die Evangelische Kirche Mondsee ist die Pfarrkirche der Evangelischen Pfarrgemeinde A.B. von Mondsee im oberösterreichischen Salzkammergut. Sie gehört der Evangelischen Superintendentur A. B. Oberösterreich an.

## Geschichte
Mit dem Flüchtlingsstrom gegen Ende des Zweiten Weltkriegs kamen auch evangelische Christen nach Mondsee.
Die „Evangelische Tochtergemeinde A.B. Mondsee“ entstand 1951 als Filial der Pfarrgemeinde Attersee. Gottesdienste wurden zunächst in Privathäusern und Schulräumen abgehalten, bis 1960 die katholische Pfarre Mondsee und die Diözese Linz die Hilfbergkirche zur Verfügung stellten. Erst 1973 konnte das Grundstück für einen Kirchenneubau erworben und 1975 mit dem Bau begonnen werden, dessen Finanzierung größtenteils die Evangelische Landeskirche in Württemberg übernahm. Durch den Architekten Heller wurde ein Ensemble aus Gemeindehaus und Kirche mit asymmetrisch gesetztem Turm geschaffen.